# سپیه
شهر سپیه  در بخش نیودرسیمانتل در ایالت برن در کشور سوئیس واقع شده‌است که ۱۲٬۰۰۰ نفر جمعیت دارد.

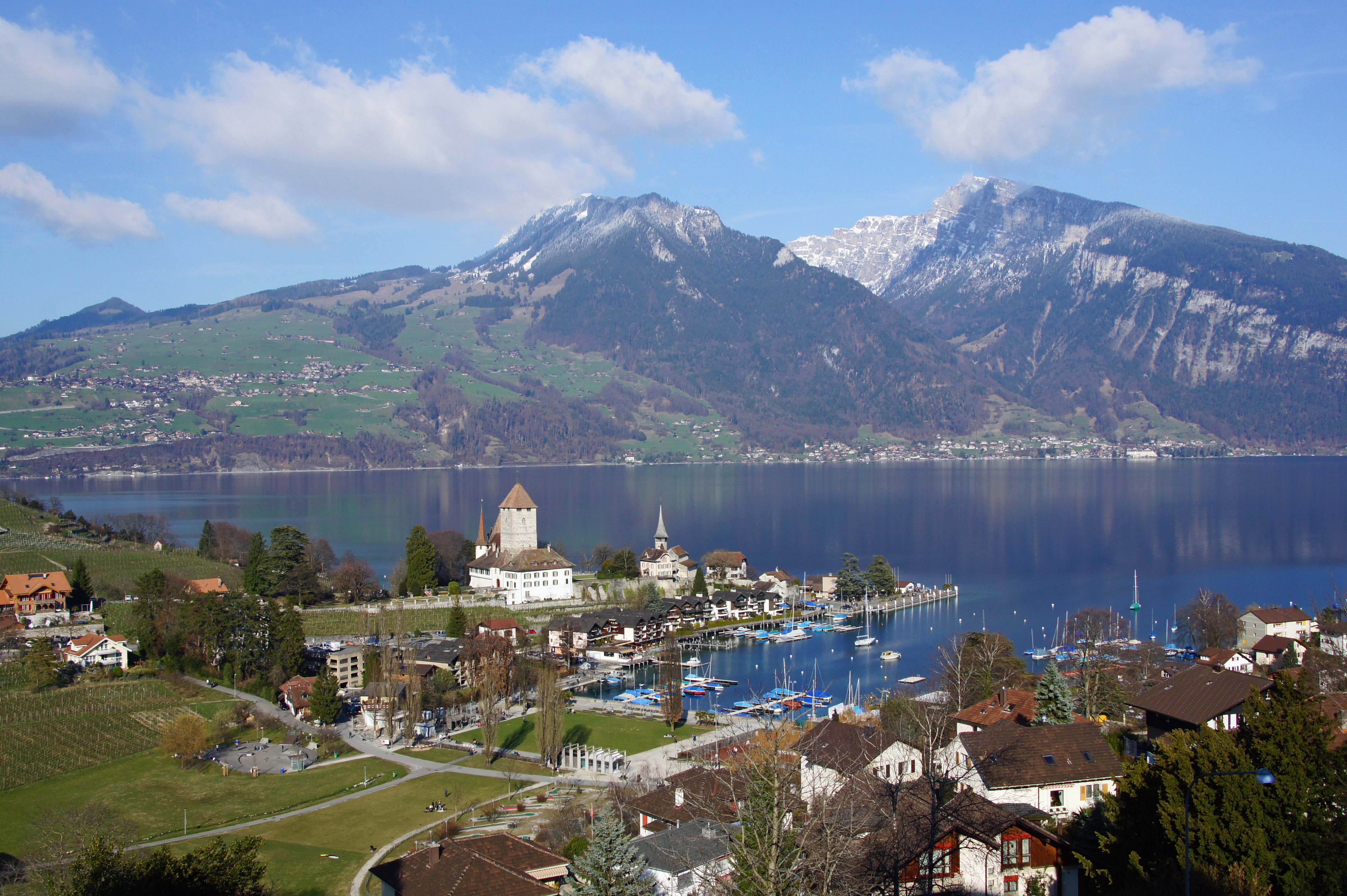

## نگارخانه

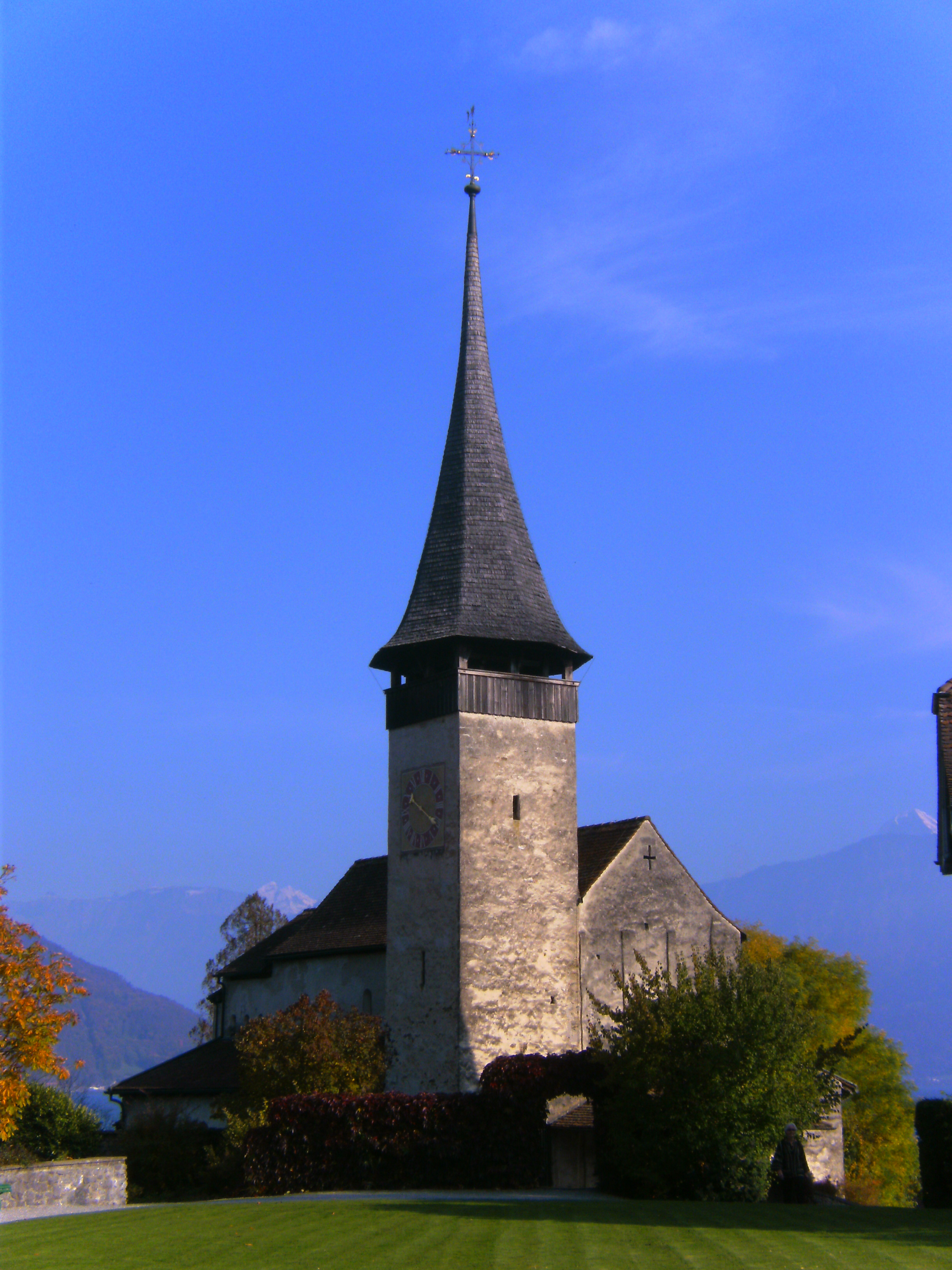
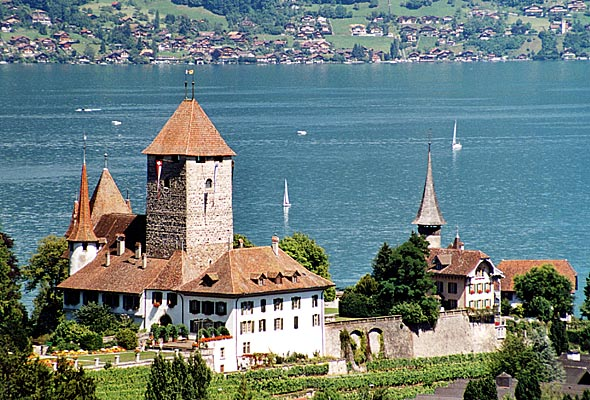
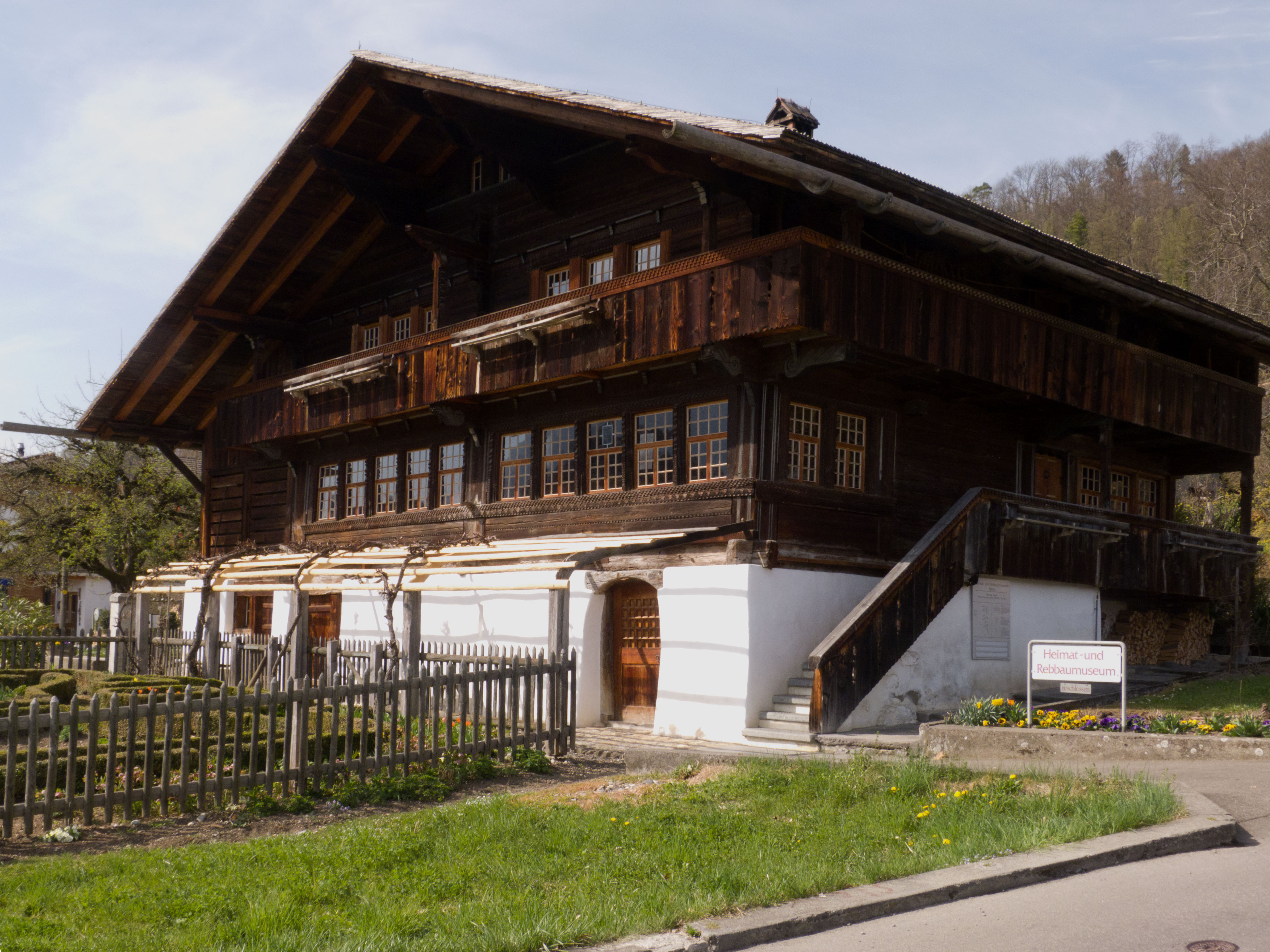